# Dream Catcher
Dreamcatcher im Bobbejaanland (Lichtaart, Antwerpen, Belgien) ist ein stählerner Suspended Coaster vom Modell Swinging Turns des Herstellers Vekoma, die am 30. April 1987 als Air Race eröffnet wurde. Unter diesem Namen fuhr die Bahn bis einschließlich 2005.
Sie war die erste von drei eröffneten Achterbahnen des Modells Swinging Turns und die ist die einzige Auslieferung in Europa.

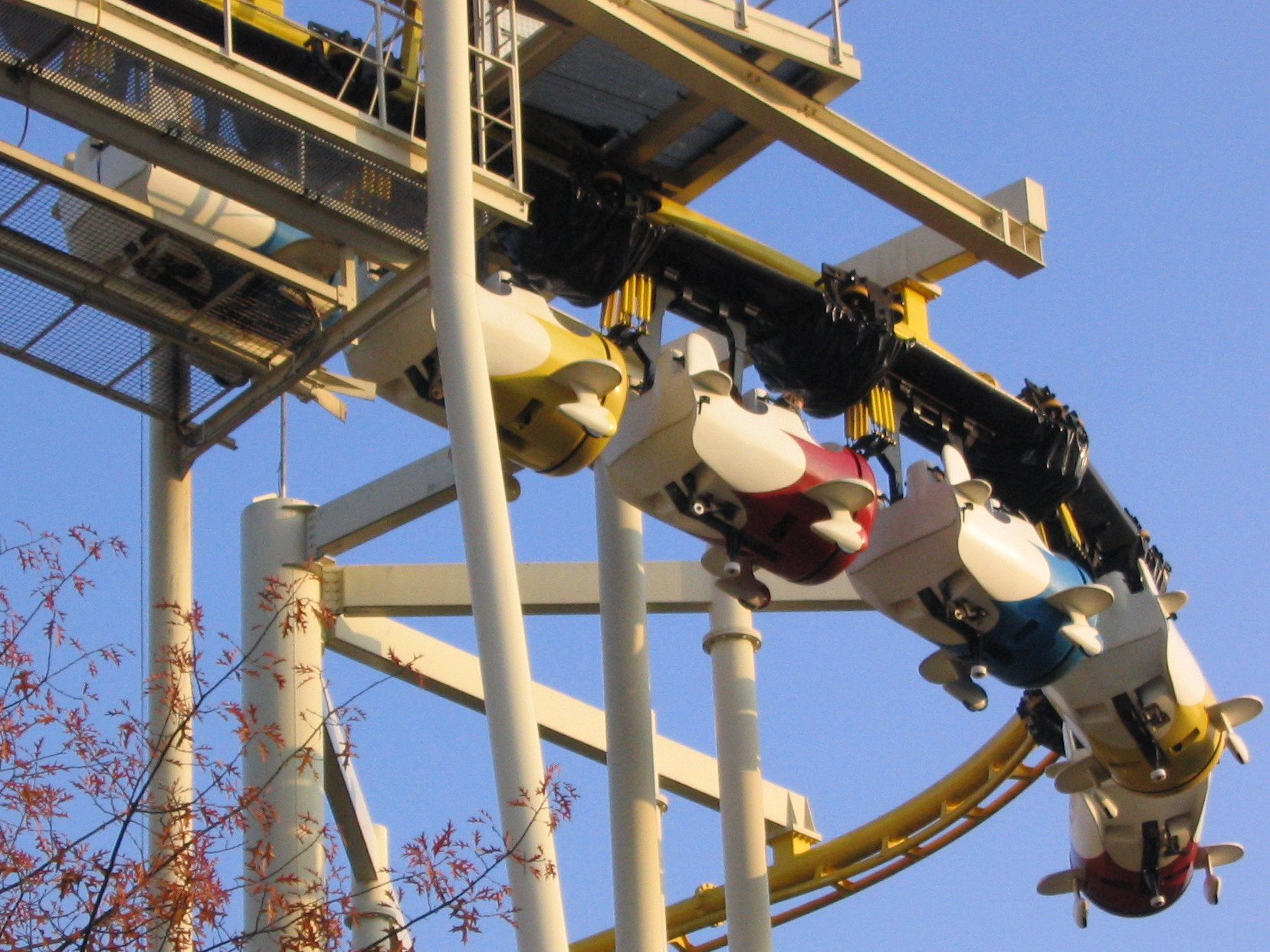
Air Race im Jahr 2003

Die 600 m lange Bahn, die sich auf einer Grundfläche von 88 m × 38 m erstreckt, erreicht eine Höhe von 25 m und die Fahrtzeit beträgt dabei rund 2:44 Minuten.

## Züge
Dreamcatcher besitzt zwei Züge mit jeweils zehn Wagen. In jedem Wagen können zwei Personen (eine Reihe) Platz nehmen. Zur 2006er Saison wurden die ursprünglichen Züge, welche jeweils aus sechs Wagen mit Platz für vier Personen (zwei Reihen à zwei Personen) bestanden, durch bodenlose Züge ersetzt.